# Cuno Fischer
Cuno Fischer (* 26. November 1914 im Gebiet des heutigen Wuppertal; † 14. Januar 1973 in Garmisch-Partenkirchen) war ein deutscher Maler, Bühnenbildner und Designer.

## Lebenslauf
Am 26. November 1914 wurde Alfred Friedrich Kurt (Cuno) Fischer im Gebiet des heutigen Wuppertal geboren. Er war der Sohn des Versicherungskaufmanns Alfred Eugen Fischer (1889–1960) und Elfriede Fischer, geborene Wegeli (1891–1964). Der Großvater väterlicherseits stammte aus Kiew. Cuno Fischer sollte nach dem Wunsch seines Vaters ebenfalls Versicherungsmakler werden, während er selbst zunächst Musiker werden wollte. 1928 trampte der Obertertianer in den Ferien nach Berlin und arbeitete als Hilfskraft am Schiffbauerdamm-Theater.
Von 1932 bis 1935 absolvierte Cuno Fischer ein achtsemestriges Studium von Graphik, Bühnenbild und Malerei an der Kunstgewerbeschule Wuppertal. Währenddessen verdiente er seinen Lebensunterhalt bei der Heilsarmee, als Zirkusclown und als Barpianist. In der Freizeit beschäftigte er sich mit Harmonielehre.
Nach der nationalsozialistischen Machtübernahme wurde Fischer kurzzeitig wegen angeblicher Beleidigung von Gauleiter und Minister Goebbels festgenommen und nach seiner Entlassung unter Polizeiaufsicht gestellt. 1939 wurde er mit Berufsverbot belegt. Am 24. Juni 1939 heiratete Fischer Marianne Schleberger (1914–1977), am 1. Juni 1942 wurde die Tochter Elke Kornelia (Nele) in Wuppertal geboren. Von 1939 bis 1945 war Fischer Soldat in Polen, Frankreich und Russland. Im Sommer 1941 wurde Fischer in Russland verschüttet und war seitdem vom aktiven Wehrdienst freigestellt.
Von 1945 bis 1950 lebte Fischer in Berlin, wo er unter anderem Bühnenbildner am Hebbel-Theater war und Bühnenausstattungen für das Deutsche Theater, die Kammerspiele und das Schiffbauerdamm-Theater übernahm. Zudem gründete und leitete er das Berliner Kulturkollektiv. 1945/1946 bot er in Berlin auf der vom Kulturbund zur Demokratischen Erneuerung Deutschlands veranstalteten Ausstellung Bildender Künstler eine Pinselzeichnung Herbst zum Verkauf an.
1950 zog Fischer nach Stuttgart um und veröffentlichte in der Folge journalistische und publizistische Arbeiten wie Kunstkritiken, Feuilletons und Essays.
1953 wurde er Mitglied einer südfranzösischen Sinti und Roma–Gemeinschaft und verbrachte in den folgenden Jahren regelmäßig längere Zeit in Saintes-Maries-de-la-Mer (Camargue), wo er auch das Sinti und Roma–Kind Marianne Adam adoptierte. Im September 1963 bezog Fischer mit seiner Familie ein großzügiges, nach eigenen Plänen errichtetes Atelierhaus in Murnau am Staffelsee. 1972 wurde Fischer Chefbühnenbildner am Landestheater Memmingen. Am 14. Januar 1973 starb Cuno Fischer im Krankenhaus in Garmisch-Partenkirchen. Er ist auf dem Friedhof von Murnau am Staffelsee beerdigt.

## Nachlass
Der schriftliche Nachlass liegt im Archiv für Bildende Kunst im Germanischen Nationalmuseum. Der größte Sammler seiner Bilder war Hans Sachs aus Nürnberg. Von Cuno Fischer designte Glasgegenstände wurden bei Gralglas hergestellt.